# Rhogeessa bickhami
Rhogeessa bickhami (Baird, Marchán-Rivadeneira, Pérez & Baker, 2012) è un pipistrello della famiglia dei Vespertilionidi diffusa nell'America centrale.

## Descrizione

### Dimensioni
Pipistrello di piccole dimensioni, con la lunghezza totale tra 66 e 78 mm, la lunghezza della coda tra 22 e 36 mm, la lunghezza del piede tra 5 e 7 mm e la lunghezza delle orecchie tra 11 e 14 mm.

### Aspetto
La pelliccia è corta. Le parti dorsali variano dal giallo-grigiastro al giallo-brunastro con la punta dei peli nerastra, mentre le parti ventrali sono marroni chiare. Il muso è largo, dovuto alla presenza di due masse ghiandolari sui lati. Le orecchie sono relativamente corte, scure, triangolari e con l'estremità arrotondata. Nei maschi sono presenti delle masse ghiandolari alla base della superficie dorsale anteriore delle orecchie. Il trago è lungo e sottile. Le ali sono attaccate posteriormente alla base delle dita dei piedi. La punta della lunga coda si estende leggermente oltre l'ampio uropatagio, il quale è privo di peli. Il calcar è ben sviluppato e carenato. Il cariotipo è 2n=34.

## Biologia

### Alimentazione
Si nutre di insetti.

## Distribuzione e habitat
Questa specie è diffusa nello stato messicano meridionale del Chiapas, Guatemala meridionale, Honduras, El Salvador, Nicaragua e Costa Rica nord-occidentale.
Vive in foreste decidue tropicali umide e secche di zone semi-aride.

## Conservazione
Questa specie, essendo stata scoperta solo recentemente, non è stata sottoposta ancora a nessun criterio di conservazione.